# La Recueja
La Recueja es un municipio español de la provincia de Albacete, en la comunidad autónoma de Castilla-La Mancha. Ubicado en la comarca de La Manchuela, tiene una población de 221 habitantes (INE 2024). Es atravesado por el río Júcar.

## Geografía
El municipio está situado al sureste de la península ibérica.  Se encuentra a 53 km de la capital provincial y a 11 km de Alcalá del Júcar. Por el municipio pasa el río Júcar.

## Historia
A mediados del siglo XIX, la villa tenía contabilizada una población de 730 habitantes. Aparece descrita en el decimotercer volumen del Diccionario geográfico-estadístico-histórico de España y sus posesiones de Ultramar de Pascual Madoz de la siguiente manera:

RECUEJA: v. con ayunt. en la prov. y aud. terr. de Albacete (6 hor.), part. de Casas Ibanez (2), c. g. de Valencia (21), dióc. de Cartagena, cuyo ob. reside en Murcia (22). sit. en un hondo á la márg. izq. del r. Jucar; su clima es templado y sano. Tiene 186 casas; escuela de instruccion primaria, dotada con 1,000 rs.; una igl. (San José, aneja de la de Jorquera, servida por un teniente del nombramiento del ordinario, á propuesta del cura de la matriz; una fuente de buenas aguas, de las que y de las del r. se surte el vecindario. term.: confina con los de Alcalá del rio Jucar, Jorquera y Alatoz; dentro de él se encuentran varias casas de campo: el terreno fertilizado por el espresado r., en cuyas riberas hay álamos, chopos y árboles frutales, es de buena calidad. caminos: los locales, en regular estado. correo: se recibe y despacha en la adm. de Jorquera. prod.: trigo, cebada, maiz, cánamo, seda, frutas y hortaliza, buenos pastos, con los que se mantiene ganado lanar, asnal y algo de mular. ind.: la agrícola, un molino harinero con cinco piedras, y varios telares de ropas de lana y lienzos ordinarios de cáñamo; hay dos tiendas de comestibles; algunos vec. se dedican al trafico de seda y otros al de ganado de cerda. pobl.: 167 vec., 730 alm. cap. prod.: 2.913,853 rs. imp.: 143,626. contr.: 8,997.
(Madoz, 1849, p. 390)

## Geografía humana

### Demografía
Cuenta con una población de 221 habitantes (INE 2024).
| Gráfica de evolución demográfica de La Recueja entre 1842 y 2021                                                      |
| |
| Población de derecho según los censos de población del INE. Población de hecho según los censos de población del INE. |

## Historia hidráulica
La historia Hidráulica es muy amplia en este término, existen los primeros datos de la Comunidad de Regantes Jorquera-Recueja. Sus estatutos fueron aprobados el 10 de mayo de 1839 por el gobernador civil de Chinchilla. El 13 de abril de 1976 se sustituyeron por las aprobadas por la Confederación Hidrográfica del Júcar. Los propietarios, regantes y usuarios tienen derecho al aprovechamiento de las aguas de la Presa de la Villa hasta el cementerio de La Recueja, por la margen derecha del río Júcar, y desde la citada presa hasta el Molino de La Recueja, por la margen izquierda.
En La Recueja se identifican seis elementos hidráulicos. La mitad se encuentran activos, mientras que la otra mitad han desaparecido. Entre los activos destaca por su importancia cualitativa la Presa de La Recueja, pues es el origen de cuatro sistemas hidráulicos. La mitad de los bienes son de captación, con un azud y dos tomas, mientras que hay dos elementos de uso como son el Molino y la fábrica de luz de La Recueja, ambos desaparecidos.

### Presa
De este elemento deriva el agua del río Júcar por ambas márgenes, con dos acequias en cada orilla. Esta presa es un azud de derivación construido de hormigón y cemento y dispone de una rampa. Se dispone de forma perpendicular al sentido de las aguas, aunque en su extremo derecho hace una ligera curva para derivar el caudal a la Acequia del Carrilero y al Canal de la Central Hidroeléctrica de La Recueja. En ese punto dispone de 4 compuertas que introducen el agua a estas acequias.
En el lateral posee dos grandes almenaras por las que el agua puede retornar al río en caso de no querer que circule por estas acequias. Su estado de conservación es óptimo y las acequias a las que abastece están funcionales, a excepción de la del Molino, al estar desaparecida. Su longitud es de 91 m y su altura es de 2,35 m. En su coronación tiene una anchura de 0,8 m y su anchura total es de 5,1 m. Por la orilla izquierda se originan dos acequias, la Acequia del Molino y la Acequia de la Solana, mediante sendas tomas ubicadas a 100 y 125 m aguas arriba del azud, respectivamente. La Acequia del Molino se encuentra desaparecida, ya que únicamente abastecía al Molino de La Recueja.

### El Molino
En este término del río Júcar, se encuentra un molino harinero movido por agua, que pertenecía a los hermanos Mauricio Monedero Valero y Amancio Monedero Valero, que aprovechan la fuerza motriz del agua para triturar la harina, consta como construido y dado de alta por el primero Mauricio Monedero Valero. 
Este molino fue referente por su mecanismo de molturación, consistente en dos piedras cilíndricas, las muelas, con una abertura central, la cual, la piedra  superior o volandera era móvil y sus giros sobre la de abajo o durmiente (se mantenía fija) provocando el rozamiento para moler el grano. Por su parte el cereal se almacenaba en una tolva de madera de forma tronco-piramidal invertida para poco a poco caer por el agujero central entre las muelas que la convierten en harina que iba a parar a un cajón de madera o harnero. 
La Acequia del Molino desaguaba al río una vez había dado fuerza motriz al artefacto, por lo que su longitud era de 210 m. El Molino funcionaba con energía hidráulica, en la actualidad se encuentra desaparecido. El canal tenía una longitud de 210 m y se localizaba en la partida de La Zúa. Los sobrantes volvían de nuevo al Júcar.
Desde que, a finales del siglo XVIII, el hombre fue cambiando su vida de nómada o trashumante por la sedentaria, este tipo de molino se extendió por la península, y sobre todo por el cauce del río Júcar y sus cuevas, para triturar los cereales y conseguir la harina y el salvado, alimentándose con ellos las personas y animales, muestra de ello fue el incremento de la producción  agrícola en estas tierras.

### Acequias
- Acequia de la Solana. Avena las partidas de La Zúa, Las Bodegas, Las Huertas, La Manchega y Casa del Monte en término de La Recueja y El Colmenar, Corral del Remolino, Los Tejares, Las Huertas, Los Villares y El Cementerio, en término de Alcalá del Júcar. Su longitud es de 10 000 m y la superficie regable es de 58,62 ha. Por la margen derecha surgen el Canal de la Central Hidroeléctrica de La Recueja y la Acequia del Carrilero. El Canal de la Central Hidroeléctrica de la Recueja discurre descubierto en la mayor parte de su recorrido, salvo en el tramo final, donde para evitar tener que rodear el meandro del Júcar, se ha perforado un túnel en la montaña de 250 m que lleva el agua directamente a los tubos metálicos que permiten un salto de 11,74 m, necesario para mover la maquinaria eléctrica. El canal tiene una anchura de 8 m y una profundidad de 3 m, por lo que deriva un caudal de 24 m3/s. Tiene 10 km de longitud y bonifica las tierras de la margen izquierda del Júcar ubicadas entre los núcleos urbanos de La Recueja y Alcalá del Júcar. La superficie regable alcanza las 58,62 ha, cultivadas de hortalizas, frutales, olivos y almendros. En La Recueja riega las partidas de La Zúa, Las Bodegas, Las Huertas, La Manchega y Casa del Monte, mientras que en Alcalá del Júcar alumbra las de El Colmenar, Corral del Remolino, Los Tejares, Las Huertas, Los Villares y El Cementerio. Su estado de conservación es óptimo y se encuentra en funcionamiento.
- Acequia del Molino. Surgía de una toma situada unos 100 m antes de la Presa de La Recueja, y se aprovecha del rebalse que ésta efectúa en el río Júcar. Derivaba por la margen izquierda del río y utilizaba el caudal para abastecer al Molino de La Recueja. Tanto el molino como la acequia se encuentran desaparecidos.
- Acequia del Carrilero. Surge en la presa de La Recueja, de la que deriva por su margen derecha. Está situada en los términos de La Recueja y de Alcalá del Júcar. Su trazado es paralelo al Canal de la Central Hidroeléctrica de La Recueja hasta que éste se adentra en el túnel subterráneo que evita bordear el meandro. A unos 400 m de su azud se localizaba la Fábrica de Luz de La Recueja, que era un artilugio que daba luz a algunas casas en la Recueja. Se encuentra desaparecida. La acequia tiene una longitud de 10 500 m y finaliza frente al núcleo urbano de Alcalá del Júcar, en el barranco de la Noguera. Está funcional y su estado de conservación es óptimo. Posee una superficie regable de 60 ha, cultivadas de hortalizas, frutales, olivos y almendros. Bonifica en La Recueja las partidas de La Zúa, Cerro de la Cruz, Las Huertas, El Barrio y La Manchega, y en Alcalá del Júcar las de El Colmenar, Cañizo Maleo, San Lorenzo, Los Tejares, Las Huertas y El Cementerio, plantadas con hortalizas, frutales, olivos y almendros. Posee una superficie regable de 60 ha.

### Central hidroeléctrica
La Central Hidroeléctrica de La Recueja pertenece actualmente a la empresa bilbaína Barbo Renovables, S.A. Se inauguró en 1921 y dispone de dos grupos de turbina-generador. La potencia total es de 3440 kW. Una vez abastecía a la central el caudal sobrante se deriva al río. En 1932 pertenecía a la empresa “Hidroeléctrica de Anralá”. 

### Canal
El Canal de la Central Hidroeléctrica de La Recueja se inicia en la Presa de La Recueja, de la que deriva por la margen derecha. Posee 8 m de anchura y 3 m de profundidad. Para evitar rodear el meandro situado en la partida de la Casa del Monte este canal se adentra en un túnel en forma de una mina subterránea de 250 m, cuya salida se localiza junto a la central hidroeléctrica. Esta acequia no es de riego y se utiliza únicamente para dotar de caudal a la central. Se inauguró en 1921 y posee una potencia de 3340 kW. Los sobrantes vuelven a desaguar al Júcar. Aunque se denomina Central Hidroeléctrica de La Recueja, por su cercanía con el núcleo de población, se localiza en el término municipal de Alcalá del Júcar. La longitud del canal es de 2560 m y atraviesa las partidas de La Zúa, Cerro de la Cruz, Las Huertas, El Barrio, La Manchega y El Colmenar.

## Fiestas
Las fiestas patronales se celebran el día de 21 de septiembre, en honor a San Mateo Evangelista y el día 15 de mayo, en honor de san Isidro. 
Además, en invierno se congregan por las hogueras y los hachos en honor de san Antón, La Candelaria y San Blas.